# Parque nacional Nahanni
El Parque Nacional Nahanni, en los Territorios del Noroeste de Canadá, a unos 500 kilómetros al oeste de Yellowknife, protege una parte de la región natural de los montes Mackenzie. Tiene una extensión de 4766 km², y fue creado en 1976. En 1978 fue declarado Patrimonio de la Humanidad por la Unesco.
- Altitud: de 180 a 2640 m s. n. m.
- Latitud y longitud: 61°05′00″N 123°36′0″O / 61.08333, -123.60000

El nombre Nahanni, en lengua dene, significa espíritu.
El parque está atravesado en toda su longitud por el río South Nahanni, que discurre jalonado por cuatro grandes cañones. En la zona central del parque se encuentra la mayor catarata de América del Norte, las cataratas Virginia; en un frente de 200 metros, el río se precipita desde una altura de 92 metros, el doble que las cataratas del Niágara. En el centro de la catarata asoma un peñasco de origen glaciar, llamado Mason's Rock en honor de Bill Mason, famoso canoista, escritor y cineasta canadiense. Existe una propuesta para rebautizar las cataratas con el nombre de Pierre Trudeau, antiguo primer ministro de Canadá.
El medio natural del parque está formado por bosques de abetos y álamos, tundra alpina, cadenas montañosas, fuentes termales sulfurosas y un sistema de cuevas cársticas, y alberga numerosas especies de peces, aves y mamíferos.
Existe un centro de visitantes en Fort Simpson, la ciudad más cercana, donde se explica la geografía, la cultura y la historia de la región.
Los únicos medios prácticos para llegar al parque son el hidroavión y el helicóptero.